# Shakawe
Shakawe è un villaggio del Botswana situato nel distretto Nordoccidentale, sottodistretto di Ngamiland West. Il villaggio, secondo il censimento del 2011, conta 6.693 abitanti.

## Località
Nel territorio del villaggio sono presenti le seguenti 44 località:
- Animal Health & Production C di 1 abitante,
- B D F Camp di 80 abitanti,
- Botshabelo di 16 abitanti,
- Dineva di 48 abitanti,
- Dobechaa,
- Fishing Camp di 11 abitanti,
- Ghanichaochao di 4 abitanti,
- Ipope di 7 abitanti,
- Kamburu,
- Kgomokgwana di 10 abitanti,
- Kgomokgwana Vet Camp,
- Kilo 40,
- Kilo 60 di 4 abitanti,
- Kuringama di 29 abitanti,
- Kwaronga di 20 abitanti,
- Mahorameno di 38 abitanti,
- Metsiakogodimo di 4 abitanti,
- Metsimatala,
- Moana di 13 abitanti,
- Morambajiwa,
- Nakana,
- Ndangu,
- Ngurungome di 3 abitanti,
- Nxauxau di 16 abitanti,
- Nxomokao,
- Okhutse di 238 abitanti,
- Palamaokuwe di 3 abitanti,
- Roye,
- Samorwa di 9 abitanti,
- Senono di 28 abitanti,
- Sesagarapa,
- Setoto di 55 abitanti,
- Shakanjara di 5 abitanti,
- Shamagwagwa,
- Shamathu di 2 abitanti,
- Shongweshongo di 9 abitanti,
- Tamboravati Camp,
- Tjikumutju\Chukumuchu,
- Xaodumo di 16 abitanti,
- Xaree di 10 abitanti,
- Xhaoga di 8 abitanti,
- Xinigoba di 8 abitanti,
- Zao di 11 abitanti,
- Zaza di 21 abitanti